# Косолистник гайовий
{{#ifeq:0|0|{{#if:Plagiothecium nemorale|{{#if:|[[]}}|[[]]}}}}
Косолистник гайовий (Plagiothecium nemorale) — вид мохів порядку гіпнобрієвих (Hypnales).

## Поширення
Ареал охоплює такі частини світу: Європа, Північна Америка Азія.
Краї канав та інші багаті поживними речовинами та вологі місця у всіх типах лісів є улюбленими місцями, але вид також зустрічається на узліссях. Цей мох меншою мірою мешкає на деревах порівняно з іншими плоскими мохами, хоча цей вид також росте на вербах.

## Характеристика
Рослини утворюють нещільні золотисто-зелені килимки. Листки 2–3.2 мм завдовжки, від яйцюватої до вузько-яйцюватої форми, зазвичай більш-менш симетричні. Листкова жилка слабка і подвійна, хоча вона може простягатися до середини листка.